# Conopomorpha euphanes
Conopomorpha euphanes là một loài bướm đêm thuộc họ Gracillariidae. Nó được tìm thấy ở Nam Phi và Namibia.
Ấu trùng ăn Combretum apiculatum. Chúng có thể ăn lá nơi chúng làm tổ.